# Ressel Orla

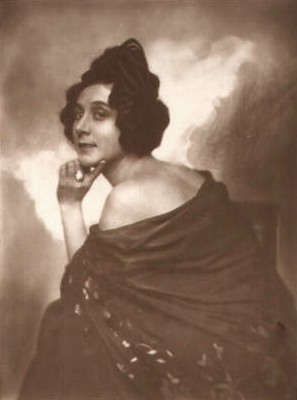
Ressel Orla auf einer Fotografie von Nicola Perscheid.

Ressel Orla, eigentlich Theres Anna Ochs (* 18. Mai 1889 in Bozen, Österreich-Ungarn; † 23. Juli 1931 in Berlin, Deutsches Reich), war eine österreichische Schauspielerin.

## Leben
Theres Ochs, die sich als Schauspielerin Resel (später Ressel) Orla nannte, wurde in Bozen als Tochter der Louise Wilhelmine Karl (genannt Schichtl) geboren. Ihre Mutter heiratete den Vater des Kindes, den Maler Konrad Ochs, ein Jahr später in Augsburg.
Orla begann ihre Karriere 1907 am Metropoltheater von Hannover. Danach blieb sie vorerst in Hannover und spielte am dortigen Deutschen Theater und an der Schauburg. Dann war sie bis April 1911 in Düsseldorf tätig und im Mai 1912 in Bad Nenndorf.
Anschließend kam sie nach Berlin, wo sie im Fach der Salondame am Residenztheater auf sich aufmerksam machte. Hier wurde sie von Walter Turszinsky entdeckt, der für sie das Drehbuch zu dem Film Die Firma heiratet schrieb. Mehrmals arbeitete sie in den folgenden Jahren mit dem Schauspieler und Regisseur Ernst Lubitsch zusammen. Ihre wohl bedeutendste Rolle war 1919 die der Lio Sha in Fritz Langs Zweiteiler Die Spinnen. Wegen einer schweren Krankheit, die schließlich zu ihrem Tod führte, musste sie 1929 ihren Beruf aufgeben.

## Filmografie
- 1913: Radium
- 1914: Die Firma heiratet
- 1914: Blindekuh
- 1914: Ein Wiedersehen in Feindesland
- 1915: Der Krieg brachte Frieden
- 1915: Der Onkel aus Amerika
- 1915: Fürst Seppl
- 1915: Musketier Kaczmarek
- 1916: Hoffmanns Erzählungen
- 1916: Der Sekretär der Königin
- 1916: Ein Blatt Papier
- 1916: O, die verflixte Wissenschaft
- 1916: Gräfin Lukani
- 1917: Opfer der Leidenschaft
- 1917: Graugräfin Fifi
- 1917: Die Faust des Schicksals
- 1918: Arme Lena
- 1918: Das Glück der Frau Beate
- 1918: Die Frauen des Josias Graffenreuth
- 1918: Das Todestelephon
- 1918: Die Krone des Lebens
- 1918: Die Sünde
- 1918: Genie und Liebe
- 1919: Marionetten des Hasses
- 1919: Die Insel der Glücklichen
- 1919: Halbblut
- 1919: Wolkenbau und Flimmerstern
- 1919/20: Die Spinnen (2 Teile)
- 1920: Anständige Frauen
- 1920: Die Sippschaft
- 1920: Des Teufels Krallen
- 1920: Narrentanz der Liebe
- 1920: Der langsame Tod
- 1920: Die Augen der Welt
- 1920: Die Wölfin
- 1920: Das Götzenbild der Wahrheit
- 1920: Im Banne des Andern
- 1921: Die rote Redoute
- 1921: Monte Carlo
- 1921: Das Haus der Qualen
- 1921: Hazard
- 1921: Das Mädchen, das wartet
- 1921: Das Mädel von Piccadilly (2 Teile)
- 1921: Die Beute der Erinnyen
- 1921: Die Lou vom Montmartre
- 1921: Pariserinnen
- 1921: Satansketten
- 1922: Lebenshunger
- 1923: Frau Schlange
- 1923: Inge Larsen
- 1923: Die Kette klirrt
- 1925: Die rote Maus
- 1926: Die dritte Eskadron
- 1926: Frauen, die den Weg verloren
- 1926: Die Abenteuer eines Zehnmarkscheines
- 1927: Elternlos
- 1927: Das gefährliche Alter
- 1928: Lockendes Gift
- 1929: Es war einmal ein treuer Husar